# Paulus van der Veen

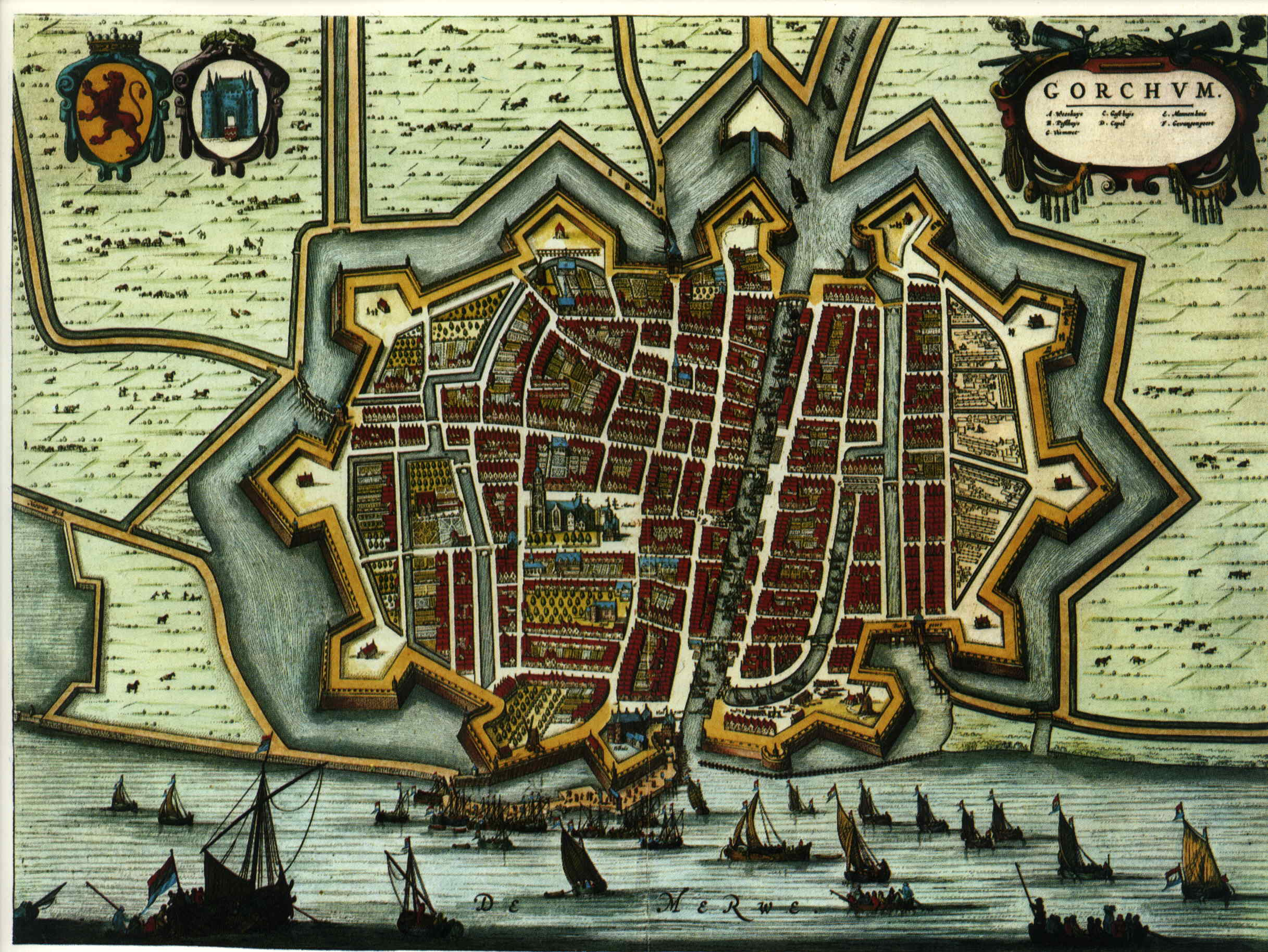

Paul van der Veen (geboren rond 1655, begraven in Gorcum, 16 augustus 1733) was tussen 1696 en 1706 gouverneur van de kolonie Suriname.

## Biografie
Paul van der Veen was de zoon van Balthasar van der Veen, een koopman en eigenaar van een aantal runmolens en Susanna Pels. Hij werd geboren in een Remonstrants milieu. In 1621 hielp een oudoom Hugo de Groot uit Gorcum ontsnappen. Zijn grootvader kreeg in 1629 bezoek van Pierre Gassendi. Een van de ideeën van Van der Veen was dat hij met iemand die naar Indië vertrok contact kon onderhouden door voor het vertrek bloed uit zijn arm op die van de vertrekkende persoon te laten druppelen, naderhand zijn arm op die plek te prikken en zo bij de ander op die plek ook een prikkelend gevoel op te wekken. Toen Isaac Beeckman die vondst in zijn Journaal noteerde, voegde hij er alleen maar aan toe: ‘Nugae’ (onzin).
In 1654 trouwde hij Suzanne Pels, in 1621 geboren in Amsterdam, woonachtig in Utrecht. Haar vader was Paulus Pels, resident in Danzig en haar moeder Suzanne 't Kint. Haar broers waren Pieter en Philip Pels. Pieter was o.a. secretaris van Grotius en resident van de hertog van Sleeswijk-Holstein-Gottorp in de Republiek; Philip was diplomaat in Danzig. Zij waren verwant aan Andries Pels, een schatrijke Amsterdamse bankier en assuradeur.
Het lijkt erop dat de vader van Van der Veen, die ruig leefde, zijn dagen sleet tussen de rechtbank en de kroeg.  In 1661 werd hij onteigend door zijn echtgenote. In 1677 verbleef Paul een jaar in Frankrijk. In 1678 werd hij advocaat bij het Hof van Holland. In 1688 huwde hij Anna van Gelre, de dochter van een advocaat aan het Hof van Holland uit Zierikzee. Mogelijk stamt zij af van Karel van Gelre. Paul van der Veen gaf niet op dat hij lid was van een kerkgenootschap, in tegenstelling tot zijn vrouw. In 1689 gaf hij blijk van zijn prinsgezindheid, toen zijn zoon William werd gedoopt. Van der Veen hield zich bezig met stamboomonderzoek, ook zijn familie was afkomstig uit de Zuidelijke Nederlanden.

## Gouverneur in Suriname
In 1696 vertrok de door Samuel de Nassy omschreven zachtmoedige, beminnelijk en liefdadige Van der Veen als gouverneur naar de kolonie Suriname als opvolger van Johan van Scharphuizen. Zijn schoonzuster Margaretha van Gelre weduwe André Boxel kwam met hem mee. Door zijn schoonzuster zijn twee plantages opgezet: Boxel en Gelre nadat zij eerder de bestaande plantage Sinabo gekocht had.  Van der Veen werd niet toegestaan om er als gouverneur een plantage op na te houden, maar zijn vrouw Anna nam financieel deel aan de plantages Sinabo en Gelre. In 1698 verhoogde hij, als gouverneur, de premie op het terughalen van een weggelopen slaaf, een steeds groter wordend probleem.
Van der Veen ondervond dezelfde moeilijkheden met de Raad van Politie als zijn voorgangers Cornelis van Aerssen van Sommelsdijck en Johan van Scharphuizen. De kosten voor de verdediging van de kolonie waren een belangrijk twistpunt. Het ging er ditmaal om wie voor de kosten van Fort Sommelsdijck moest opdraaien. Hij heeft het elf jaar volgehouden, langer dan zijn voorgangers. De veronderstelling dat hij al eerder teruggekeerd was naar Nederland getuige zijn aanwezigheid bij de doop van enkele kinderen van Joan Willem van Meel berust op een foute interpretatie.  Bij de dopen staat vermeld dat hij als doopheffer  werd gerepresenteerd door o.a. Andries Pels, commissaris van de koning van Zweden. Op 3 september 1706 werd hem zijn ontslag aangezegd. De vertegenwoordigers van de familie van Sommelsdijck zijn overrompeld door de overige participanten. Er waren klachten van bewoners van Suriname, handelaren op de kolonie en van de bewindhebbers van de WIC. Tegen dat ontslag verzetten de directeuren van het huis Van Sommelsdijck zich heftig, maar wat nu precies de achtergronden van de ruzies waren, komen we niet te weten. Van der Veen legde pas op 2 maart 1707 zijn ambt neer. Hij heeft, met zijn gezin, nog datzelfde jaar Suriname verlaten en vestigde zich in zijn voormalige woonplaats Gorinchem.
Op 5 december 1708 werd hij benoemd als directeur van de Sociëteit van Suriname. Vervolgens bezette hij 25 jaar een zetel, langer dan menigeen. Vanuit Gorcum regelde hij blanke administrateurs voor zijn plantages. Zijn neef, Pieter Willem van Gelre regelde zijn zaken in Amsterdam. In 1720 kocht hij een huis in de Haarstraat, niet ver van de Lindeboom. In 1726 stierf zijn vrouw waardoor Van der Veen deels eigenaar werd van de plantages van zijn vrouw en schoonzus. Omdat Van der Veen zelf geen kinderen meer had, die in leven waren, kwam een groot deel van de erfenis, waaronder de Surinaamse plantages in handen van de vijf neven en nichten, de kinderen van Andries Pels. Anna Maria Pels verkocht Boxel in 1769.

## Trivia
- Al in 1700 meldde Van der Veen uit Suriname dat hij drie Duitsers had aangenomen om op zoek te gaan naar mineralen.[16]